# Andrena lehmanni
Andrena lehmanni är en biart som beskrevs av Schönitzer 1997. Andrena lehmanni ingår i släktet sandbin, och familjen grävbin. Inga underarter finns listade i Catalogue of Life.